# Амфизоиды
Амфизоиды (лат. Amphizoidae) — семейство жесткокрылых насекомых, в котором описан всего один род Amphizoa и пять открытых в нём видов. Распространены в Северной Америке и в Китае. В длину они достигают 11—17 мм, в основном тускло-чёрные, с квадратной головой и переднеспинка уже чем надкрылья.